# 마르틴 욜
마르턴 코르넬리스 "마르틴" 욜(네덜란드어: Maarten Cornelis "Martin" Jol, 1956년 1월 16일 ~ )은 네덜란드의 축구 지도자로 현재 ADO 덴하흐의 기술 고문으로 재직하고 있다.
이전에는 잉글랜드 프리미어리그의 토트넘 홋스퍼 FC와 풀럼 FC, 분데스리가의 함부르거 SV, AFC 아약스의 감독을 역임한 바 있다. 선수 시절 미드필더로서, 네덜란드, 독일, 잉글랜드 무대에서 400경기가 넘는 경기에 출전하였으며, 네덜란드 축구 국가대표팀에서는 3경기에 출전하였다.